# Шарада (филм, 1963)
„Шарада“ (на английски: Charade) е американски романтичен филм от 1963 г. с режисьор Стенли Донън  по сценарий на Питър Стоун и Марк Бем, с участието на Кари Грант и Одри Хепбърн в главните роли. В другите роли участват Уолтър Матау, Джеймс Кобърн, Джордж Кенеди, Доминик Мино, Нед Глас, Пол Бонифас и Жак Марен. Филмът обхваща три жанра: трилър, романтика и комедия. Тъй като Universal Pictures го пуска с невалидни авторски права, филмът става обществено достояние в САЩ веднага след пускането му по екраните.
Заснетият в Париж филм е забележителен заради сценария си, заради играта на Грант и Хепбърн, заради музиката на Хенри Манчини, както и заради анимираните заглавия на Морис Биндер. Като цяло „Шарада“ получава положителни отзиви от критиците и освен това е отбелязано, че съдържа влияния върху жанрове като ексцентрична комедия и шпионски трилър. Той също така е определян като „най-добрия филм на Хичкок, който Хичкок не е снимал“.

## Сюжет
Млада жена на име Реджина Ламбърт (Одри Хепбърн) не е много щастлива в брака си и дори обмисля развод. След ски ваканция в Швейцария тя се завръща в Париж, където работи като синхронен преводач в ЮНЕСКО, и научава, че съпругът ѝ е бил убит (хвърлен от влак), но преди това е продал цялото им имущество, като е получил общо около 250 хиляди долара. Парите не са намерени нито у него, нито във влака. Парижката полиция като цяло е склонна да смята за главен заподозрян именно младата вдовица.
Американецът, който кани г-жа Ламбърт в посолството на САЩ и се представя като агента на ЦРУ Хамилтън Бартоломю (Уолтър Матоу), запознава Реджина с тъмна история. Оказва се, че по време на Втората световна война бъдещият ѝ съпруг е служил в разузнаването и заедно с четирима свои колеги е присвоил четвърт милион долара, предназначени за подпомагане на френската съпротива. Но бъдещият съпруг на Реджина укрива парите от съучастниците си и сега бившите му колеги се опитват да ги намерят и върнат. А те са сигурни, че вдовицата знае къде се намират и рано или късно ще ги отведе до плячката. Реджина е в сериозна и съвсем реална опасност, затова помощта и подкрепата на друг американец – Питър Джошуа (Кари Грант), когото е срещнала на почивка и е поканила да продължат познанството си в Париж, са много полезни. Скоро се появяват и самите съучастници на съпруга ѝ, но случаят се заплита още повече, когато един по един те започват да умират.
Реджина е силна и решителна жена, която изобщо не е склонна към истерии. Но осъзнава, че не може да направи нищо сама, трябва да реши на кого може да се довери. И именно това се оказва най-трудно за решаване.

## В ролите
| Актьор         | Роля                     |
| -------------- | ------------------------ |
| Кари Грант     | Питър Джошуа             |
| Одри Хепбърн   | Реджина Ламбърт          |
| Уолтър Матау   | Хамилтън Бартоломю       |
| Джеймс Кобърн  | Текс Пентолоу            |
| Джордж Кенеди  | Херман Скоби             |
| Нед Глас       | Леополд Гидеон           |
| Жак Марен      | инспектор Едуар Гранпиер |
| Доминик Мино   | Силви Годе               |
| Томас Челимски | Жан-Луи Годе             |

## Награди и номинации
- 1965 – Награда БАФТА за най-добра британска актриса (Одри Хепбърн)
- 1965 – Номинация БАФТА за най-добър чуждестранен актьор (Кари Грант)
- 1964 – Награда „Едгар Алан По“ за най-добър игрален филм (Питър Стоун)
- 1964 – Номинация Оскар за най-оригинална песен (Хенри Манчини и Джони Мърсър, песента „Charade“)
- 1964 – Номинация Златен глобус най-добър актьор в мюзикъл или комедия (Кари Грант)
- 1964 – Номинация Златен глобус най-добра актриса в мюзикъл или комедия (Одри Хепбърн)